# Scheifling
Scheifling – gmina targowa w Austrii, w kraju związkowym Styria, w powiecie Murau. Według Austriackiego Urzędu Statystycznego liczyła 1100 mieszkańców (1 stycznia 2015).

## Współpraca
Miejscowość partnerska:
- Königheim, Niemcy